# Nacho Hernando
Ignacio Hernando Serrano (Madrid, 16 de mayo de 1991) es un político español del Partido Socialista Obrero Español y consejero de Fomento del Gobierno de Castilla-La Mancha desde 2019. Fue portavoz del Gobierno de Castilla-La Mancha entre 2015 y 2019, y secretario general de las Juventudes Socialistas de Castilla-La Mancha entre los años 2015 y 2022. 

## Biografía

### Formación y primeros años
Nacido el 16 de mayo de 1991 en Madrid, se trasladó a Albacete. Se graduó en Ciencias Políticas, Filosofía y Economía en la Universidad de York.

### Juventudes Socialistas
En marzo de 2015 presentó su candidatura a la Secretaría General de las Juventudes Socialistas de Castilla-La Mancha, siendo proclamado secretario general electo al ser el único que consiguió obtener el número de avales suficientes.
Dos años más tarde, en 2017, revalidó su cargo como secretario general de las Juventudes Socialistas de Castilla-La Mancha, renovando así su Comisión Ejecutiva Regional. En marzo de 2022, Nacho Hernando dejaba la secretaría general de Juventudes Socialistas de Castilla-La Mancha, tras siete años al frente de la federación, para dar el relevo al toledano Álvaro Toconar Calleja, natural de Quintanar de la Orden.

### Portavocía y director general de Comunicación del Gobierno de Castilla-La Mancha
En mayo de 2015 entró a formar parte del Gobierno de Castilla-La Mancha, ejerciendo como portavoz y siendo además elegido director de Comunicación del Gobierno de Castilla-La Mancha.

### Consejero de Fomento del Gobierno de Castilla-La Mancha
Tras la mayoría absoluta en las elecciones autonómicas de 2019 del Partido Socialista de Castilla-La Mancha, fue nombrado consejero de Fomento del Gobierno de Castilla-La Mancha por el presidente Emiliano García-Page. Renovó en el Tercer Gobierno García-Page tras las elecciones de 2023.